# Beccas

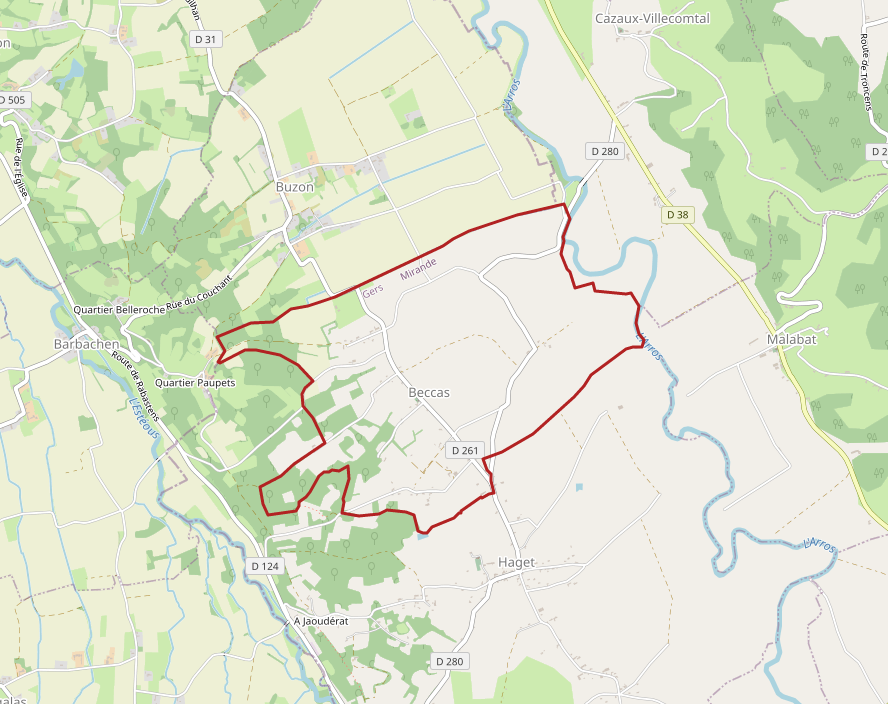
Localização de Beccas na França

Beccas é uma comuna francesa na região administrativa de Occitânia, no departamento de Gers. Estende-se por uma área de 3,38 km². Em 2010 a comuna tinha 122 habitantes (densidade: 36,1 hab./km²).